# آیداویل (اورگن)
آیداویل (به انگلیسی: Idaville) یک منطقهٔ مسکونی در ایالات متحده آمریکا است که در شهرستان تیلاموک، اورگن واقع شده‌است. آیداویل ۱۳ متر بالاتر از سطح دریا واقع شده‌است.